# Jayamulya (Kroya)
Jayamulya is een bestuurslaag in het regentschap Indramayu van de provincie West-Java, Indonesië. Jayamulya telt 7852 inwoners (volkstelling 2010).